# منهتن ایندیانا
منهتن ایندیانا (به انگلیسی: Manhattan) یک منطقهٔ مسکونی در ایالات متحده آمریکا است که در ایندیانا واقع شده‌است. منهتن ایندیانا ۱۹۵٫۹۹ متر بالاتر از سطح دریا قرار دارد.